# Nick Catsburg
Nick Catsburg (Amersfoort, Países Bajos, 18 de febrero de 1988) es un piloto de automovilismo neerlandés. Ha logrado victorias en WTCC/WTCR, disputó temporada 2018-19 del WEC (LMGTE Pro) con BMW Team MTEK y desde 2020 es piloto de Corvette Racing.

## Resultados

### Campeonato Mundial de Turismos
(Clave) (negrita indica pole position) (cursiva indica vuelta rápida)

| Año     | Equipo               | Automóvil              | 1       | 2       | 3        | 4       | 5       | 6        | 7         | 8       | 9        | 10      | 11        | 12        | 13        | 14       | 15       | 16       | 17        | 18        | 19      | 20        | 21        | 22        | 23      | 24        | Pos. | Puntos |
| ------- | -------------------- | ---------------------- | ------- | ------- | -------- | ------- | ------- | -------- | --------- | ------- | -------- | ------- | --------- | --------- | --------- | -------- | -------- | -------- | --------- | --------- | ------- | --------- | --------- | --------- | ------- | --------- | ---- | ------ |
| 2015    | Lada Sport Rosneft   | Lada Vesta WTCC        | ARG 1   | ARG 2   | MAR 1    | MAR 2   | HUN 1   | HUN 2    | GER 1     | GER 2   | RUS 1 11 | RUS 2 4 | SVK 1 Ret | SVK 2 Ret | FRA 1 Ret | FRA 2 12 | POR 1 9  | POR 2 6  | JPN 1 Ret | JPN 2 Ret | CHN 1 4 | CHN 2 Ret | THA 1 Ret | THA 2 DNS | QAT 1 9 | QAT 2 Ret | 12.º | 41     |
| 2016    | Lada Sport Rosneft   | Lada Vesta WTCC        | FRA 1 8 | FRA 2 5 | SVK 1 11 | SVK 2 3 | HUN 1 3 | HUN 2 13 | MAR 1 Ret | MAR 2 7 | GER 1 9  | GER 2 6 | RUS 1 2   | RUS 2 1   | POR 1 3   | POR 2 7  | ARG 1 13 | ARG 2 12 | JPN 1 7   | JPN 2 11  | CHN 1 5 | CHN 2 4   | QAT 1 8   | QAT 2 14  |         |           | 7.º  | 175    |
| 2017    | Polestar Cyan Racing | Volvo S60 Polestar TC1 | MAR 1 4 | MAR 2 4 | ITA 1 8  | ITA 2 4 | HUN 1 5 | HUN 2    | GER 1 6   | GER 2 1 | POR 1 5  | POR 2 4 | ARG 1 15  | ARG 2 16  | CHN 1 3   | CHN 2 7‡ | JPN 1 9  | JPN 2    | MAC 1 9   | MAC 2 13  | QAT 1 8 | QAT 2 3   |           |           |         |           | 5.º  | 238.5  |
| Fuente: |                      |                        |         |         |          |         |         |          |           |         |          |         |           |           |           |          |          |          |           |           |         |           |           |           |         |           |      |        |

### Campeonato Mundial de Resistencia de la FIA
(Clave) (negrita indica pole position) (cursiva indica vuelta rápida)

| Año     | Escudería     | Clase     | Automóvil  | 1   | 2   | 3   | 4   | 5   | 6   | 7   | 8   | Pos. | Puntos | Ref.  |
| ------- | ------------- | --------- | ---------- | --- | --- | --- | --- | --- | --- | --- | --- | ---- | ------ | ----- |
| 2018-19 | BMW Team MTEK | LMGTE Pro | BMW M8 GTE | SPA | LMS | SIL | FUJ | SHA | SEB | SPA | LMS | 14.º | 53     | [ 5 ] |
| 2018-19 | BMW Team MTEK | LMGTE Pro | BMW M8 GTE | 8   | 9   | 5   | 7   | 8   | 2   | 9   | 15  | 14.º | 53     | [ 5 ] |

### 24 Horas de Le Mans
| Año     | Equipo          | Copilotos                    | Automóvil               | Clase    | Vueltas | Pos. | Pos. Clase |
| ------- | --------------- | ---------------------------- | ----------------------- | -------- | ------- | ---- | ---------- |
| 2018    | BMW Team MTEK   | Martin Tomczyk Philipp Eng   | BMW M8 GTE              | GTE Pro  | 332     | 33.º | 11.º       |
| 2019    | BMW Team MTEK   | Martin Tomczyk Philipp Eng   | BMW M8 GTE              | GTE Pro  | 309     | 47.º | 13.º       |
| 2021    | Corvette Racing | Antonio García Jordan Taylor | Chevrolet Corvette C8.R | GTE Pro  | 345     | 21.º | 2.º        |
| 2022    | Corvette Racing | Antonio García Jordan Taylor | Chevrolet Corvette C8.R | GTE Pro  | 214     | DNF  | DNF        |
| 2023    | Corvette Racing | Nicolás Varrone Ben Keating  | Chevrolet Corvette C8.R | LMGTE Am | 313     | 26.º | 1.º        |
| Fuente: |                 |                              |                         |          |         |      |            |

### Copa Mundial de Turismos
(Clave) (negrita indica pole position) (cursiva indica vuelta rápida)

| Año     | Equipo                                    | Auto                         | 1   | 2   | 3   | 4   | 5   | 6   | 7   | 8   | 9   | 10  | 11  | 12  | 13  | 14  | 15  | 16  | 17  | 18  | 19  | 20  | 21   | 22  | 23  | 24  | 25  | 26  | 27  | 28  | 29  | 30  | Pos. | Pts. |
| ------- | ----------------------------------------- | ---------------------------- | --- | --- | --- | --- | --- | --- | --- | --- | --- | --- | --- | --- | --- | --- | --- | --- | --- | --- | --- | --- | ---- | --- | --- | --- | --- | --- | --- | --- | --- | --- | ---- | ---- |
| 2019    |                                           |                              | MAR | MAR | MAR | HUN | HUN | HUN | SVK | SVK | SVK | NED | NED | NED | ALE | ALE | ALE | POR | POR | POR | CHN | CHN | CHN  | JAP | JAP | JAP | MAC | MAC | MAC | MYS | MYS | MYS | 13°  | 166  |
| 2019    | BRC Hyundai N LUKOIL Racing Team          | Hyundai i30 N TCR            | 10  | Ret | DNS | 23  | 10  | 9   | 7   | 4   | 12  | 10  | 4   | 11  | 9   | DSQ | 8   | 5   | 5   | Ret | 5   | 15  | Ret4 | 23  | 18  | 14  | 10  | 12  | 54  | 9   | Ret | DSQ | 13°  | 166  |
| 2020    |                                           |                              | BEL | BEL | ALE | ALE | SVK | SVK | SVK | HUN | HUN | HUN | ESP | ESP | ESP | ARA | ARA | ARA |     |     |     |     |      |     |     |     |     |     |     |     |     |     | 17°  | 53   |
| 2020    | Engstler Hyundai N Liqui Moly Racing Team | Hyundai i30 N TCR            | 14  | 9   | WD  | WD  | 17  | 5   | 1   |     |     |     |     |     |     |     |     |     |     |     |     |     |      |     |     |     |     |     |     |     |     |     | 17°  | 53   |
| 2022    |                                           |                              | FRA | FRA | ALE | ALE | HUN | HUN | ESP | ESP | POR | POR | ITA | ITA | ALS | ALS | BAR | BAR | ARA | ARA |     |     |      |     |     |     |     |     |     |     |     |     | -    | -    |
| 2022    | BRC Hyundai N Racing Team                 | Hyundai Elantra N TCR (2021) |     |     |     |     |     |     |     |     |     |     |     |     |     |     | 5   | 3   | 7   | Ret |     |     |      |     |     |     |     |     |     |     |     |     | -    | -    |
| Fuente: |                                           |                              |     |     |     |     |     |     |     |     |     |     |     |     |     |     |     |     |     |     |     |     |      |     |     |     |     |     |     |     |     |     |      |      |